# Oettingenský palác
Oettingenský (Öttingenský) palác (někdy nazývaný i Lobkovický dům) je památka nacházející se v ulici Josefská 34/6, na Malé Straně v Praze. Renesanční stavba s gotickým jádrem, přestavěná na barokní palác a později ještě klasicistně upravená, je chráněna jako kulturní památka České republiky.

## Historie a popis

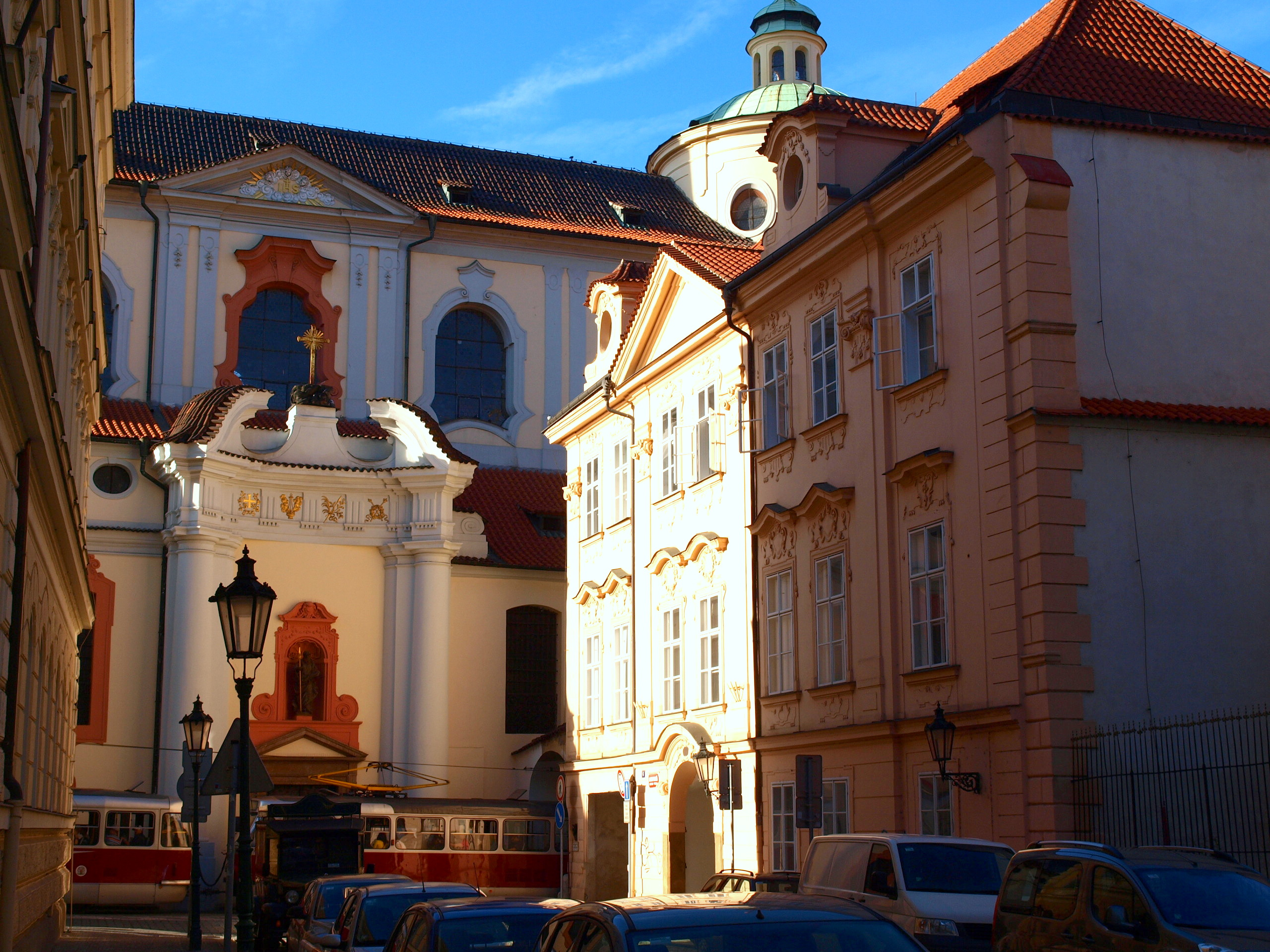
Oettingenský palác (vpravo) z Josefské ulice, vzadu kostel sv. Tomáše

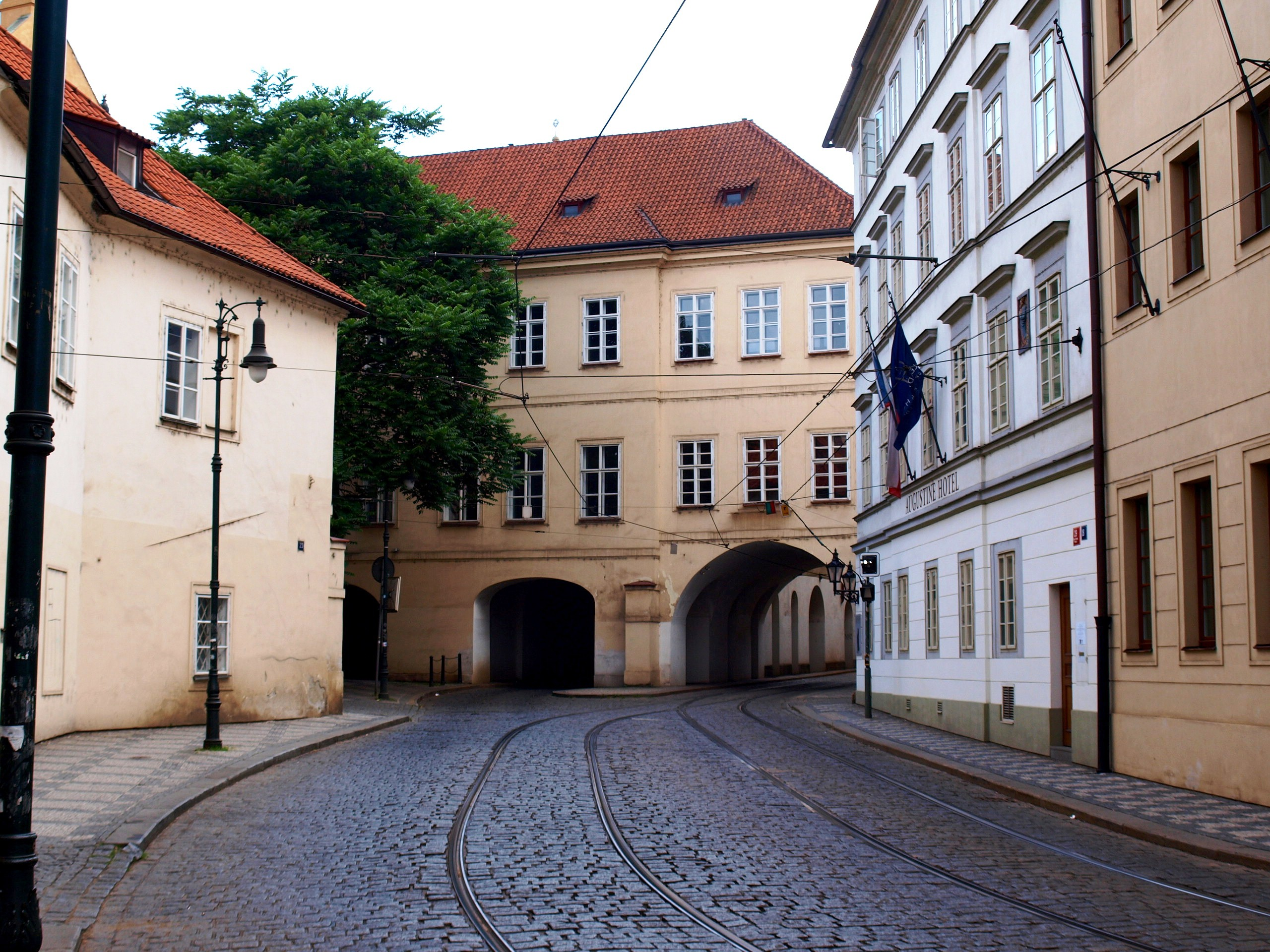
Zadní strana Oettingenského paláce z Letenské ulice

První zmínky o zástavbě v místě dnešního paláce jsou z roku 1406. Gotický dům, jehož existenci dokazují dochované sklepy, však byl zničen za husitských bouří. V roce 1456 obec poskytla parcelu k nové výstavbě. Nějakou dobu v novém domě fungovala jatka.
V roce 1548 dům získal maršálek Ladislav z Lobkovic, který tu nechal vybudovat renesanční palác; jeho rod vlastnil dům další dvě století. V 17. století byl dům propojen chodbou s oratoří kostela sv. Tomáše, s nímž sousedí na severní straně; na jižní straně byl v letech 1686–1692 postaven kostel sv. Josefa. Vrcholně barokní přestavbu po požáru v roce 1723 zřejmě provedl stavitel Antonín Ritžich podle návrhu Františka Maxmiliána Kaňky, který byl v té době ve službách Lobkoviců.
V roce 1841 dům koupil kníže Bedřich Oettingen-Wallerstein (1793–1842). V roce 1887 bylo ve dvoře přistavěno klasicistní dvoupatrové křídlo. V roce 1898 získala objekt malostranská obec, která zde zřídila gymnasium. Později byl palác přeměněn na nájemní dům.
V roce 1927 byl vedle tehdejšího průjezdu v Letenské ulici mezi palácem a kostelem sv. Tomáše proražen v domě průchod pro pěší, ten pak byl v roce 1948 změněný na průjezd pro dopravu. Současně byl z původního domovního průjezdu upraven nový průchod.
Objekt má nepravidelný půdorys, k hlavní budově s úzkým dvorkem je na východní straně novodobým křídlem připojen barokní objekt původních stájí a dvůr mezi trakty ohraničuje u Letenské ulice zeď. Architektonicky zajímavé je asymetrické hlavní průčelí na západní straně v Josefské ulici. Dekoruje ho v přízemí pásová rustika, ve středním poli je barokní portál (vlevo od něj je pravoúhlý novodobý průjezd). Patra jsou členěna vertikálně pilastry iónského řádu, okna v prvním patře mají suprafenestry s kartušemi. Dvouosý střední rizalit je mělký s trojúhelným štítem, po jeho stranách je dvojice vikýřů.
V paláci sídlí mj. Česká komora architektů.